# 마르티노 다 코모

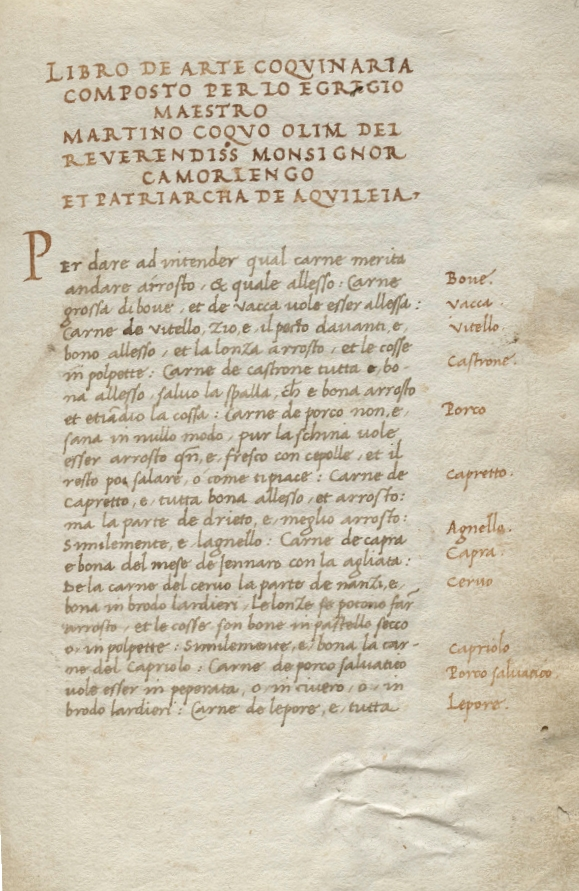

마르티노 다 코모(이탈리아어: "Maestro Martino", Martino de Rossi, Martino de Rubeis, Martino da Como)는 15세기의 요리장인으로서 서구 세계에서는 최초로 명성을 떨친 요리사였다. 그는 로마 교황청의 담당 요리사였으며 동료들도 그를 요리의 왕자로 칭송했다고 한다.
그의 삶에 대한 기록은 거의 희박하지만 1460~1470년 사이 로마로 건너가 로도비코 귀족 가문의 담당 요리사로서 정찬 요리를 담당했다고 한다. 후에 바티칸의 궁정부에서 그의 요리 인생을 마감한 것으로 알려져 있다.